# Estatus moral
El estatus moral se refiere a la atribución de un valor ético a una entidad, en virtud de la cual sus intereses deben ser considerados de manera independiente, lo que implica que existen obligaciones morales hacia ella. Este concepto se utiliza para generalizar sobre los intereses y deberes morales en casos donde suele haber incertidumbre, como en el caso de animales, embriones o personas con discapacidades cognitivas severas. Sin embargo, el estatus moral enfrenta dificultades en su definición y aplicación, ya que no existe un único criterio para atribuirlo, y algunas teorías sugieren que puede ser un atributo gradual o variable.

## Razones constitutivas
Se destacan dos aspectos fundamentales en la distinción entre las razones constitutivas del estatus moral y otras razones. En primer lugar, las razones que se mencionan son imparciales y no dependen de relaciones especiales, contratos o compromisos. Por ejemplo, un padre tiene razones para no matar a su hijo no solo debido a la relación parental, sino también debido al estatus moral del niño. En segundo lugar, no se debe inferir el estatus moral de un ser únicamente a partir de la gravedad de un acto o de las razones que justifican una acción, como en el caso de las diferencias en las razones para salvar a un ser humano o un animal. Además, algunos argumentan que, para evitar consecuencias negativas como el maltrato de seres vulnerables, es necesario tratar a los seres como si tuvieran un estatus moral, aunque esto no implica que dicho estatus sea real. Estas razones se basan en el beneficio de otros y no en el bien del ser en cuestión.

## Grados de estatus moral
El concepto de estatus moral en grados sugiere que diferentes entidades tienen distintos niveles de estatus. Las explicaciones varían según la fuerza de las razones para no dañar o ayudar a un ser, dependiendo de su estatus moral. Por ejemplo, las razones para no matar a un ser humano adulto son más estrictas que para un perro o un pez. Otra aproximación considera que un estatus moral más bajo implica razones menos estrictas para no interferir, mientras que un estatus moral alto podría involucrar razones más estrictas y variadas. Estos enfoques pueden combinarse para definir múltiples niveles de estatus moral.

## Problemas conceptuales
Aunque se considera útil para generalizar sobre obligaciones, el concepto de estatus moral presenta varios problemas. Primero, no existe un solo criterio claro para atribuir estatus moral, y tanto las teorías únicas como las multicriteriales tienen limitaciones. Segundo, algunos proponen que el estatus moral varía en grados, lo que genera dificultad para determinar en qué medida debemos tener obligaciones hacia ciertas entidades. Finalmente, algunos filósofos consideran el concepto redundante y confuso, sugiriendo que debería abandonarse. Este análisis plantea la necesidad de reconsiderar el uso del estatus moral en la ética.

## Implicaciones éticas de la inteligencia artificial
El estatus moral de las entidades de inteligencia artificial (IA) plantea un nuevo desafío para la ética contemporánea, que tradicionalmente ha centrado la consideración moral en los humanos, los animales y los ecosistemas. La IA, impulsada por avances como el aprendizaje automático y redes neuronales, podría desarrollar capacidades cognitivas complejas que cuestionan si las entidades artificiales merecen consideración moral. Este debate ha generado tres enfoques: ontológico, epistemológico y político-legal. Se revisan las propiedades que definen el estatus moral (como consciencia o racionalidad), y surgen debates sobre cómo medir estas propiedades en la IA, dada la dificultad para acceder a la vida interna de las entidades.

## Historia
En enero de 2020, Open Philanthropy otorgó dos subvenciones por un total de $315,500 durante dos años para apoyar la investigación sobre el concepto de moral patienthood (estatus moral) y moral weight (peso moral). Los resultados de esta investigación están destinados a ayudar a evaluar oportunidades futuras en el bienestar de los animales en la ganadería, priorizar causas y actualizar las suposiciones que guían el trabajo sobre diversificación de la visión del mundo.